# باشگاه فوتبال توسنو
باشگاه فوتبال توسنو (روسی: ФК Тосно) یک باشگاه فوتبال در شهر توسنودر کشور روسیه است. این باشگاه در لیگ برتر فوتبال روسیه بازی می‌کند. این باشگاه در سال ۲۰۱۳ تأسیس شد و در سال 2018 منحل شد. Petrovsky Stadium محل برگزاری بازی‌های خانگی این باشگاه بود.